# Sonar Kella
Sonar Kella (em bengali:  সোনার কেল্লা), conhecido em inglês pelo título The Golden Fortress, é um filme de aventura de 1974, dirigido pelo cineasta bengalês Satyajit Ray e estrelado por Soumitra Chatterjee, Santosh Dutta, Siddartha Chatterjee and Kushal Chakraborty.  O filme é uma adaptação de uma novela de mistério homônima de 1971, do próprio Satyajit Ray.

## Sinopse
O filme conta a história de Mukul que, segundo dizem, é capaz de lembrar momentos de sua vida passada. Ele fica acordado até tarde e desenha cenas de batalhas que ele diz ter presenciado. Seu pai o leva ao Dr. Hajra, um parapsicólogo, e este acredita que o lugar descrito pelo jovem localiza-se em alguma parte do estado do Rajastão. A partir daí começa uma aventura em busca do chamado Forte Dourado, que mais tarde descobrem estar localizado na cidade de Jaisalmer.

## Elenco
- Soumitra Chatterjee.... Feluda
- Siddartha Chatterjee.... Topshe
- Santosh Dutta.... Jatayu
- Kusal Chakravarty.... Mukul Dhar
- Sailen Mukherjee.... Doutor Hemanga Hajra
- Ajoy Banerjee.... Amiyanath Burman
- Kamu Mukherjee.... Mandar Bose
- Harindranath Chatterjee.... Sidhu Jyatha
- Shantanu Bagchi.... Mukul